# Aerofly FS
Aerofly FS (Flight Simulator) es un simulador de vuelo para Windows y Mac desarrollado por las compañías Ikarus e IPACS lanzado a finales de 2011. Ofrece buen realismo de vuelo, ya sea por sus dinámicas de vuelo, detalle gráfico y sonidos. Se trata de una versión del simulador de aeronaves radiocontrol Aerofly 5.5 adaptada para aeronaves reales.
El usuario puede escoger su nivel ya sea piloto novato, medio o experto, lo que afectará al comportamiento del aparato como por ejemplo cuando se entre en pérdida, será más o menos difcícil de recuperar. O cuando haya fuertes rachas de viento, entre otros.
Una de las desventajas que posee es que sólo se puede volar de día. Además, y a diferencia de la mayoría de simuladores, no se puede interactuar con los botones de las cabinas, aunque los instrumentos funcionan.
Los veleros pueden ser elevados gracias a su propio motor de poca potencia, o gracias al sistema de gancho terrestre, pero no mediante un avión remolcador.
El escenario que ofrece es Suiza, con malla de terreno realista y texturas foto-reales representando hasta 41,285 km². Los aeropuertos están detallados, con pistas correctamente posicionadas, edificios, cafeterías etc.
Se pueden configurar condiciones atmosféricas como velocidad del viento, dirección del viento, turbulencia, térmicas, niebla, visibilidad y nubes.
Ofrece hasta ocho aeronaves fielmente detalladas, entre aviones ligeros, planeadores, cazas o aviones acrobáticos, entre otros:
- Cessna 172 Skyhawk
- Robin DR-400
- Sopwith Camel
- Discus bM
- Swift S1
- McDonnell Douglas F/A-18 Hornet
- Extra 300 LX
- Pitts S-2B